# Sentosa Monorail

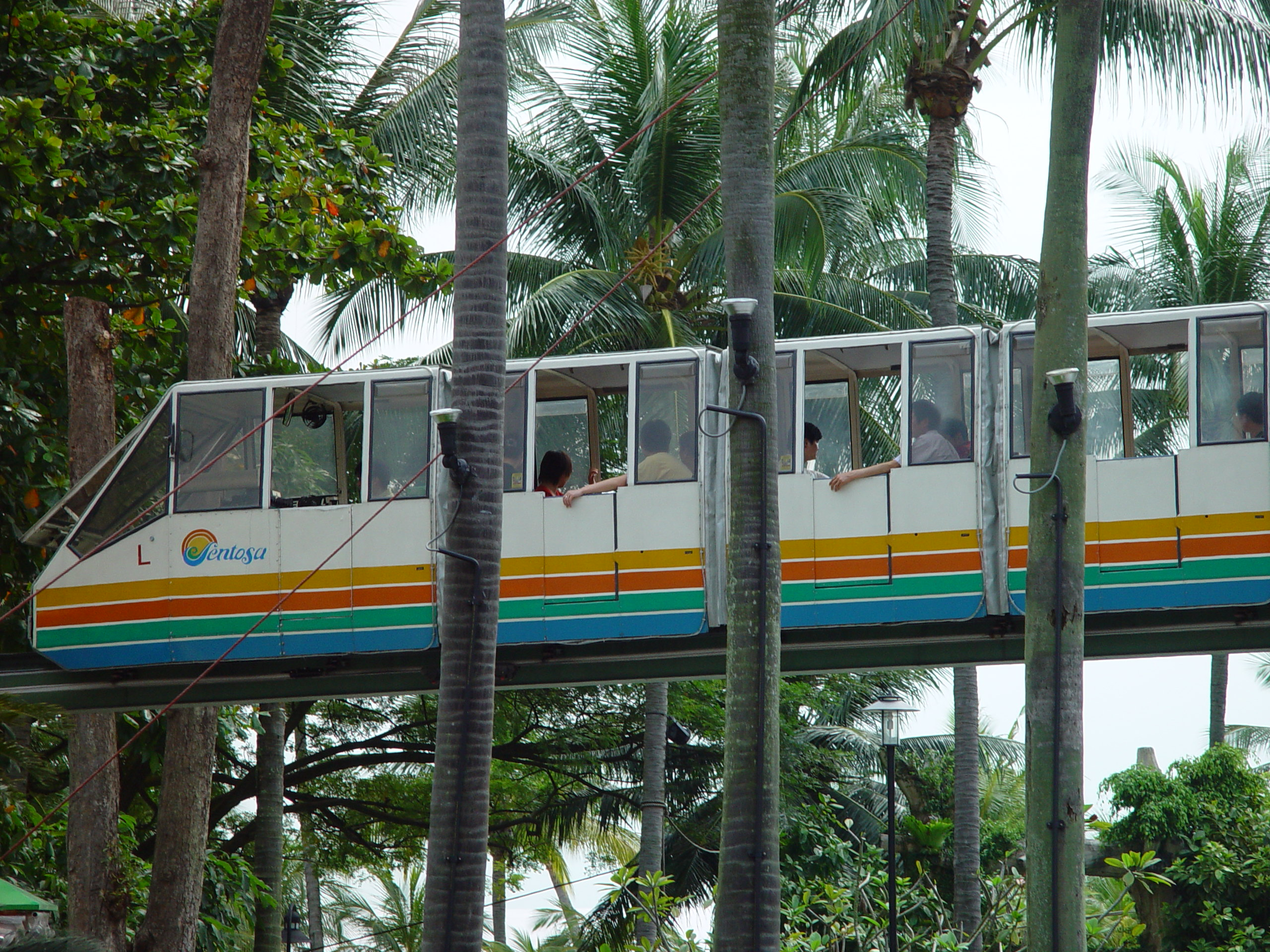
Die inzwischen stillgelegte Sentosa Monorail

Die Sentosa Monorail (chinesisch 聖淘沙單軌列車 / 圣淘沙单轨列车, Pinyin Shèngtáoshā Dānguǐ Lièchē) war eine 5,8 Kilometer lange ringförmige und eingleisige Einschienenbahn auf der singapurischen Insel Sentosa. Sie war von 1982 bis 2005 in Betrieb und wurde durch den moderneren Sentosa Express ersetzt.

## Geschichte
Das komplette System wurde für 14 Mio S$ vom Schweizer Unternehmen Von Roll hergestellt, das auch die dortige Seilbahn gebaut hat. Der Betrieb wurde am 23. Februar 1982 aufgenommen. Anfangs gab es fünf Stationen auf der Westhälfte der Insel Sentosa. Im Jahr 1987, wurde die Ferry Terminal Monorail Station in Betrieb genommen, als das Sentosa Ferry Terminal eröffnet wurde. 1991 wurde die Underwater World Monorail Station hinzugefügt, als Underwater World eröffnet wurde. Für die gesamte Strecke wurden bei einer Höchstgeschwindigkeit von 16 km/h dreißig Minuten gebraucht.
Es gab mehrere Züge mit jeweils 16 nicht klimatisierten Wagen, die die Strecke im Gegenuhrzeigersinn befuhren. Die Fahrt kostete anfangs 3 S$ für Erwachsene und 1,50 S$ für Kinder. Später wurden die Fahrten für die Besucher der Insel kostenlos angeboten. An vier Stationen gab es zwei Bahnsteige. Dort wurde die Spanische Lösung implementiert, bei der die Fahrgäste über einen Bahnsteig zusteigen und über den anderen aussteigen.

## Stationen
Es gab folgende Stationen:
- Station 1: Ferry Terminal – 1987 eröffnet; 2005 geschlossen; im März 2007 abgerissen
- Station 2: Underwater World – 1991 eröffnet; 2005 geschlossen; anschließend neu genutzt
- Station 3: Fort Siloso – 1982 eröffnet; 2005 als erste Station geschlossen; anschließend neu genutzt
- Station 4: Seilbahn – 1982 eröffnet; 2005 geschlossen; anschließend neu genutzt
- Station 5: Central Beach / Palawan Beach – 1982 eröffnet; 2005 geschlossen; anschließend neu genutzt
- Station 6: SDC Office / Ficus – 1982 eröffnet; 2005 geschlossen; anschließend neu genutzt
- Station 7: Gateway / Causeway / Visitor Arrival Centre – 1982 eröffnet; 2005 geschlossen und abgerissen

## Schließung
Die Einschienenbahn wurde am 16. März 2005 stillgelegt, um Platz für den als zweigleisige Einschienenbahn ausgeführten Sentosa Express mit vier Stationen zu machen. Zuvor war es zu Wartungsproblemen, ansteigenden Kosten und einer abnehmenden Beliebtheit gekommen, wobei Fahrgäste zunehmend meinten, dass die Fahrt langsam und unkomfortabel sei.
Der Großteil der Schienen, und alle Fahrzeuge wurden für 350.000 S$ als Schrott verkauft. Bei einer wissenschaftlichen Untersuchung zeigte sich, dass die als Stumpfnaht ausgeführten Schweißnähte nicht den Anforderungen der British Standards entsprachen, was aber während der 23-jährigen Nutzung zu keinen Problemen geführt hatte, da sie nur leicht belastet waren. Fünf der Einschienenbahnstationen wurden neu genutzt: Es gibt inzwischen die Surrender Chamber beim Fort Siloso, ein Restaurant am Central Beach sowie eine Bar im ehemaligen SDC Office. Die Station Gateway wurde direkt nach der Stilllegung abgerissen, das Ferry Terminal folgte im März 2007.